# Nicolao (scultore)
Nicolao (in greco antico: Νικόλαος?; Atene, I secolo – II secolo) è stato uno scultore greco antico.

## Biografia
Nicolao nacque ad Atene e fu attivo in età imperiale romana, ai tempi di Adriano.
I documenti storici attestano della presenza di un'iscrizione presente nella parte superiore della statua marmorea Cariatide che lo dice autore, assieme a Critone della mezza figura scoperta a Roma nel 1766 presso il sepolcro di Cecilia Metella Celere sulla via Appia ed ora a Villa Albani.
La statua apparteneva ad un gruppo di cinque, le altre quattro meglio conservate, di cui due sono a Villa Albani, una al British Museum e la quinta nei Musei Vaticani, tutte derivate da un prototipo del V secolo a.C., che decoravano il santuario costruito da Erode Attico in onore di Demetra, dell'imperatrice Faustina e della moglie Regilla, sacerdotessa di Demetra.

## Opere
- Cariatide, Villa Albani.